# Catedral da Santíssima Trindade (Gibraltar)
Catedral de Santíssima Trindade é um templo anglicano de Gibraltar.